# Edwin Foster Coddington
Carl Gustav Witt, född 24 juni 1870, död 21 december 1950, var en amerikansk astronom.
Minor Planet Center listar honom som upptäckare av 3 asteroider mellan 1899 och 1899.
Tillsammans med Wolfgang Pauly upptäckte han den icke-periodiska kometen C/1898 L1.
Han upptäckte även nebulosan IC 2574. Den fick senare namnet Coddington's nebulosa, efter sin upptäckare.

## Asteroid upptäckt av Edwin F. Coddington
| 439 Ohio     | 13 oktober 1898 |
| 440 Theodora | 13 oktober 1898 |
| 445 Edna     | 2 oktober 1899  |